# Скарборо
Ска́рборо (англ. Scarborough [ˈskɑrbrə] или [ˈskɑrbərə]) — курортный город на берегу Северного моря в английском графстве Норт-Йоркшир.

## Этимология
Название города — Scarborough — происходит от скандинавского Skarthborg, буквально означающего «крепость Скарти».

## История
Основан в X веке викингом Торгильсом Скарти (Skarthi, то есть заячья губа) на месте сторожевой башни римлян. 
В XII веке нормандские феодалы на скалистом возвышении выстроили замок Скарборо, одним из владельцев которого был Пьер Гавестон. В Средние века здесь шумела многолюдная ярмарка, давшая название знаменитой балладе Scarborough Fair. Во время Английской революции Скарборо семь раз переходил из рук в руки.
В 1626 году в Скарборо были обнаружены целебные источники наподобие тех, которые прославили бельгийский Спа. Город стал первым в Англии приморским курортом. Его золотой век пришёлся на XVIII век. В 1845 году до Скарборо была проложена железная дорога, повысившая его привлекательность среди туристов.

## Общие сведения
Численность населения —  50 000 жителей, с пригородами — 108,4 тыс.
Как и в Борнмуте, в Скарборо часто проводятся семинары и конференции. Многие англичане после выхода на пенсию перебираются сюда из мегаполисов. В Скарборо родились киноактёры Бен Кингсли и Чарльз Лоутон, похоронена писательница Энн Бронте.

## Уроженцы и жители города
- Бен Кингсли — британский актёр.
- Джонатан Грининг — футболист, полузащитник клуба «Фулхэм».
- Эдвард Харланд — английский судостроитель и политик.
- Сьюзен Хилл — английская писательница.
- Чарльз Лоутон — английский и американский актёр, обладатель премии «Оскар».
- Фредерик Лейтон — художник.
- Билл Николсон — футболист и тренер.
- Энн Бронте — писательница, одна из сестёр Бронте.
- Роберт Палмер — английский певец, гитарист, автор песен.
- Эдит Ситуэлл — английская поэтесса.
- Джеймс Пол Муди — младший офицер лайнера «Титаник»

## Галерея

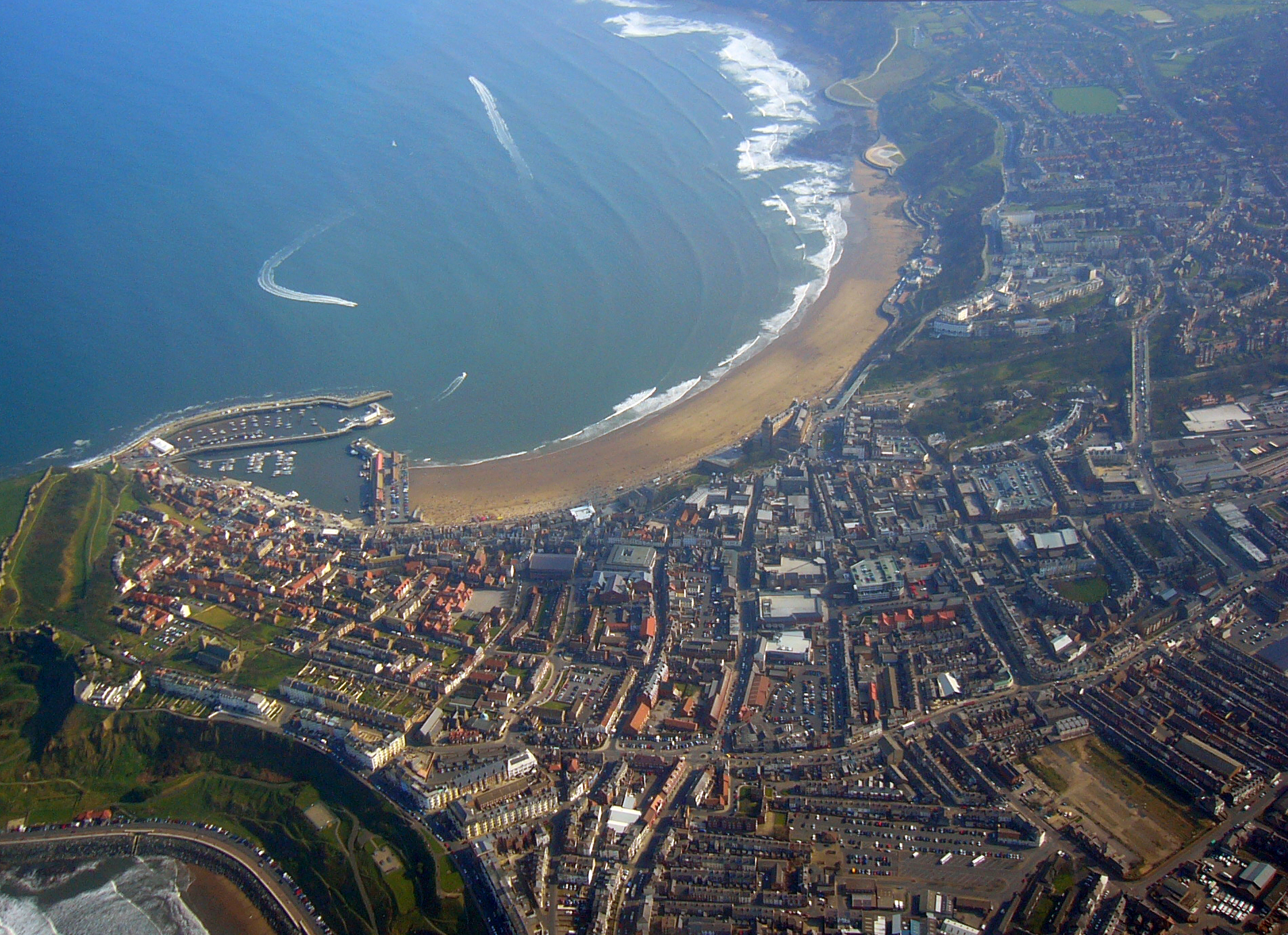
Скарборо с высоты птичьего полёта
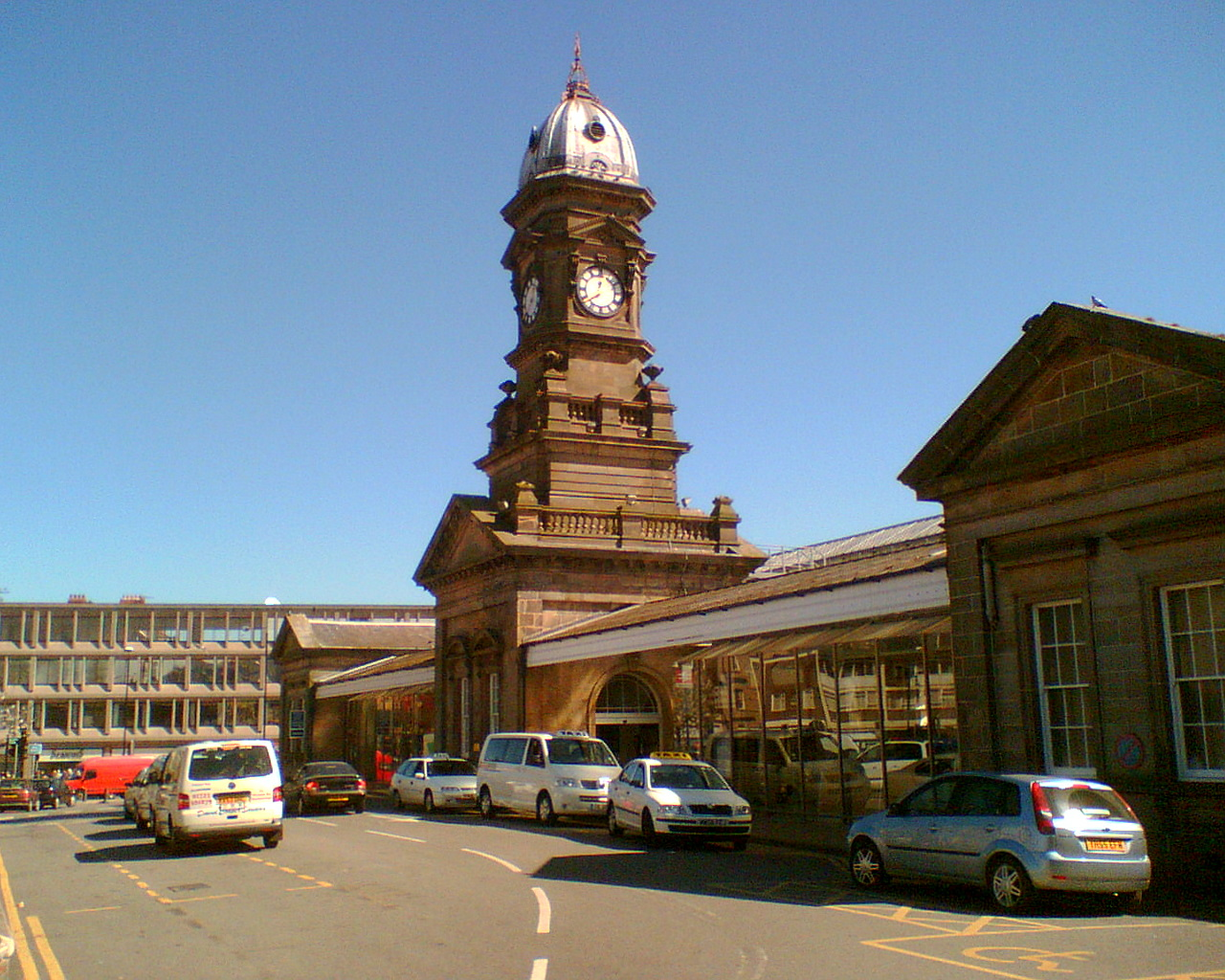
Скарборо, железнодорожный вокзал